# 駐臺拉維夫臺北經濟文化辦事處
駐臺拉維夫臺北經濟文化辦事處（英語：、希伯來語： משרד הנציגות הכלכלית והתרבותית של טייפה בתל אביב ‬），亦稱駐以色列代表處，是中華民國政府派駐以色列國的代表機構。
辦事處負責推動臺灣與以色列之間的科技、文化、經貿等各層面的雙邊關係，以及辦理護照、簽證、文件證明等领事相關業務，並提供旅以僑民服務與旅外國人急難救助，功能等同邦交國的大使館，並與駐約旦臺北經濟文化辦事處共同辦理巴勒斯坦約旦河西岸地區與加沙地带的領事業務。

## 歷史
兩國於1992年11月11日以換文方式達成互設辦事處協議。12月23日，中華民國行政院准予設立。
1993年3月29日，中華民國設立具大使館功能的駐特拉维夫臺北經濟貿易辦事處（Taipei Economic and Trade Office in Tel Aviv）。5月1日正式成立；7月18日，以色列設立類似功能的駐臺北以色列經濟貿易辦事處（Israel Economic and Trade Office in Taipei）。:687
1995年9月11日，雙方代表機構更名為駐臺拉維夫臺北經濟文化辦事處（Taipei Economic and Cultural Office in Tel Aviv）、駐臺北以色列經濟文化辦事處（Israel Economic and Cultural Office in Taipei, ISECO）。

## 外部連結
- 駐臺拉維夫臺北經濟文化辦事處的Facebook、Twitter、科技組